# Pic d'Abellers
El Pic d'Abellers és una muntanya que es troba en límit dels termes municipals de la Vall de Boí i de Vilaller, a l'Alta Ribagorça; situada en el límit del Parc Nacional d'Aigüestortes i Estany de Sant Maurici i la seva zona perifèrica.

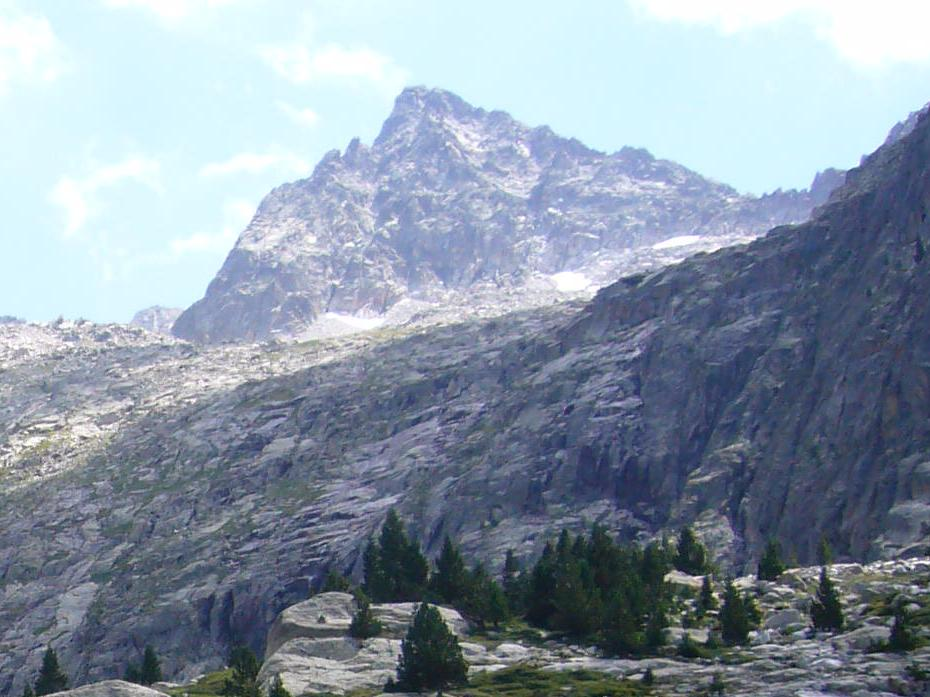
Cara nord-oest del Pic d'Abellers vist des de la Vall de Besiberri.

«Segurament deu el seu nom a alguna formació rocosa d'aspecte clivellat o porós que recordi un rusc».
El pic, de 2.983,4 metres, es troba en la cresta que separa la septentrional Vall de Besiberri de la meridional Coma d'Abellers de la Vall de Llubriqueto. Està situat a l'oest del Coll d'Abellers i a l'est-nord-est de la Punta Senyalada.

## Rutes
- Per la Vall de Llubriqueto: via Barranc de Llubriqueto, Pla de la Cabana, Estany Gémena de Baix, Estany Gémena de Dalt, Estanys Gelats i Coll d'Abellers.
- Per la Vall de Besiberri: via Barranc de Besiberri, Estany de Besiberri, Refugi de Besiberri i Coll d'Abellers.[3]